# Notre Planète
"Notre Planète" (O nosso planeta) foi a canção que representou o Mónaco na semi-final do Festival Eurovisão da Canção 2004 que teve lugar em Istambul, Turquia em 12 de Maio desse ano.
A referida canção foi interpretada em Francês por Märyon. Foi o regresso do Mónaco após 25 anos de ausência.
Como o Mónaco não tinha participado na edição de 2003, a canção foi executada na semi-final. Aqui foi a nona a cantar na noite do festival, depois da canção de Malta "On Again...Off Again" e antes da canção da Grécia "Shake It". A canção terminou em 19º lugar com 10 pontos, não conseguindo passar para a final.

## Autores
- Letrista: Patrick Sassier
- Compositor: Philippe Bosco

## Letra
A canção é uma faixa do ambiente temático com uma sensação moderadamente up-tempo. Maryon, canta sobre a necessidade de cuidar da beleza natural da terra, a fim de certificar-se de que um paraíso terrestre pode ser construído.
De alguma nota foi o desempenho, em que Maryon começou vestida quase cabeça-de-toe em um manto escuro, antes de removê-lo como a canção construído para a sua conclusão.